# United Shipbuilding Corporation
United Shipbuilding Corporation (russo: Объединённая судостроительная корпорация, acronimo ОСК; Traslitterazione: Ob'edinёnnaja sudostroitel'naja korporacija, acronimo OSK), è un'impresa pubblica russa specializzata nella costruzione navale sia civile che militare, interamente di proprietà dello stato russo.
La sede centrale è a San Pietroburgo e i principali cantieri si trovano a San Pietroburgo, Severodvinsk, Vladivostok, Kaliningrad e, fuori dalla Russia, Helsinki.
La società, creata nel 2007 sotto forma di public company, attraverso la fusione di diversi cantieri, conta circa 80.000 dipendenti.

## Storia
La United Shipbuilding Corporation è stata istituita con decreto presidenziale 21 marzo 2007 firmato dal presidente Vladimir Putin. La società ha tre filiali: il Centro di costruzione navale occidentale a San Pietroburgo (Cantiere dell'Ammiragliato), il Centro di costruzione e manutenzione navale settentrionale a Severodvinsk e il Centro di costruzione e manutenzione navale dell'Estremo Oriente a Vladivostok.

## Clientela
Oltre che per la propria marina nazionale, tra i clienti principali figurano, in Europa, la marina polacca con le classi Whiskey, Kotlin, Warszawa 1970, Krivak, Kashin, Kashin Mod, Warszawa 1988, Kilo e Tarantul, la marina ucraina con le classi Slava, Krivak, Pauk, Tarantul e Pomornik, la marina bulgara con le classi Whiskey, Riga, Pauk e Tarantul, la marina romena con le classi Kilo e Tarantul, la marina finlandese con le classi Riga e Kuha, la marina estone con la classe Serna, la marina albanese con la classe Whiskey e la marina greca con la classe Pomornik.
Fuori Europa, in tempi moderni, ci sono la marina indiana con le classi Kashin, Kashin Mod, Rajput, Krivak, Talwar, Admiral Grigorovič, Admiral Gorškov, Whiskey, Petya, Pauk, Nanuchka, Kilo e Tarantul, la marina cinese con le classi Sovremennyj, Whiskey, Riga, Kilo e Pomornik, quella indonesiana con le classi Whiskey, Riga, Čapaev e Sverdlov, quella vietnamita con le classi Petya, Kilo e Tarantul, quella siriana con le classi Whiskey e Petya, quella cubana con le classi Whiskey e Pauk, quella algerina con le classi Nanuchka e Kilo, quella yemenita con le classi Ondatra e Tarantul, quella etiope con le classi Petya e Zerai Deres, quella egiziana e nordcoreana con la classe Whiskey, quella birmana e iraniana con la classe Kilo, quella azera con la classe Petya, quella libica con la classe Nanuchka, quella emiratina con la classe Serna, quella marocchina con la classe Lada e quella turkmena con la classe Tarantul.